# Chorušice
Chorušice är en ort i Tjeckien.   Den ligger i regionen Mellersta Böhmen, i den centrala delen av landet, 40 km nordost om huvudstaden Prag. Chorušice ligger 302 meter över havet och antalet invånare är 458.
Terrängen runt Chorušice är platt, och sluttar söderut.Runt Chorušice är det ganska glesbefolkat, med 47 invånare per kvadratkilometer. Närmaste större samhälle är Mladá Boleslav, 16,6 km öster om Chorušice. Trakten runt Chorušice består till största delen av jordbruksmark.